# Cratere Jansky
Jansky è un cratere lunare di 73,77 km situato nella parte nord-orientale della faccia visibile della Luna, ad est del più grande cratere Neper, lungo il confine sud del Mare Marginis.
A causa della sua posizione in prossimità del terminatore, la sua visibilità è anche influenzata dalla librazione, che può completamente nasconderlo alla vista.
Jansky è consumato e con un margine eroso. La parte sud del bordo in particolare è spezzata e irregolare nella forma, con un paio di piccoli crateri lungo la parete interna. La rimanente parte del bordo è approssimativamente circolare. La superficie interna è priva di tratti caratteristici, ad eccezione di qualche piccolo cratere.
Il cratere è dedicato all'ingegnere statunitense Karl Guthe Jansky.

## Crateri correlati
Alcuni crateri minori situati in prossimità di Jansky sono convenzionalmente identificati, sulle mappe lunari, attraverso una lettera associata al nome.
| Jansky | Coordinate           | Diametro (in km) |
| ------ | -------------------- | ---------------- |
| D      | 9°33′36″N 91°15′00″E | 23,02            |
| F      | 8°56′24″N 92°19′12″E | 47,49            |
| H      | 7°42′36″N 91°24′36″E | 11,84            |